# 불교 용어 목록 (지)

바로가기:
ㄱ
경
구
ㄴ
ㄷ
ㄹ
ㅁ
명
무
묵
ㅂ
불
ㅅ
삼
삽
선
소
수
시
심
ㅇ
오
온
유
육
이
ㅈ 

정
지
ㅊ
ㅋ
ㅌ
ㅍ
ㅎ

## 지
지(地, 산스크리트어: bhūmi)는 유정(有情)이 머무는 장소를 말한다. 지(地)라고 할 때면 보통 3계9지(三界九地) 또는 3지(三地)를 말한다. 지(地)는 유정(有情)의 마음(6식 또는 8식, 즉 심왕, 즉 심법) 상태 또는 유정(有情)의 생존 상태라고도 할 수 있다.

## 지경
지경(至境)은 근(根)과 직접 접촉한 대상[境]을 말한다. 지(至), 즉 "직접 접촉"은 무간(無間)이 생겨나는 것을 말하는데, 무간(無間, 산스크리트어: nirantaratva)은 근(根)과 경(境)이 이들 사이에 어떠한 간격도 없이 서로 근접한다는 뜻이다.
(참고: 비지경(非至境))

## 지론사
지론사(地論師)는 지론종(地論宗)의 교의를 주장하거나 널리 편 이들을 말한다. 지인(地人)이라고도 한다. 한편, 지론가(地論家)는 지론종(地論宗) 또는 지론학파(地論學派)의 동의어이다.

## 지바
지바(산스크리트어: jiva,
팔리어: jīva)는 전통적인 한역(漢譯) 불교 용어로는, 명자(命者)라고 한다.

## 지인
1. 지인(持因)은 부파불교의 설일체유부 등의 4대종의 소조색에 대한 원인(因)으로서의 5가지 측면에 대한 교의인 생인(生因) · 의인(依因) · 입인(立因) · 지인(持因) · 양인(養因)의 5인(五因) 가운데 하나이다.
2. 지인(地人)은 지론종(地論宗)의 교의를 주장하거나 널리 편 이들을 말한다. 지론사(地論師)라고도 한다. 한편, 지론가(地論家)는 지론종(地論宗) 또는 지론학파(地論學派)의 동의어이다.

## 지타인심지
지타인심지(知他人心智)는 타심지(他心智)의 다른 말이다.

## 진
진(瞋, 산스크리트어: pratigha, dvesa, 팔리어: paṭigha, 영어: ill will, anger, repugnance)은 다음의 분류, 그룹 또는 체계의 한 요소이다.
- 3독(三毒) 즉 불선근(不善根) 중의 하나이다.[8]
- 부파불교의 설일체유부의 교학에서 6가지 근본번뇌(根本煩惱), 즉 6수면(六隨眠) 중의 하나이다.[9][10][11][12]
- 대승불교의 유식유가행파와 법상종의 교학에서 6가지 근본번뇌(根本煩惱) 중의 하나이다.[9][13][14]
- 설일체유부의 5위 75법에서 심소법(心所法: 46가지) 중 부정지법(不定地法: 8가지) 가운데 하나이다.[15][16][17]
- 유식유가행파와 법상종의 5위 100법에서 심소법(心所法: 51가지)의 번뇌심소(煩惱心所: 6가지) 가운데 하나이다.[13][14][18]
- 5개(五蓋) 중의 진에개(瞋恚蓋)에 해당한다.[19][20][21][22]
- 10악(十惡) 중의 진에(瞋恚)에 해당한다.[19][20][23][24]

부파불교의 설일체유부의 논서 《아비달마품류족론》 제3권에 따르면,
진(瞋)은 유정에 대해 마음에 분(憤: 분노)과 에(恚: 증오)를 품고, 뿌리를 자르고[根裁] 방해하며[對礙], 미워하고 성내며 흉악하고 거칠며[憎怒凶悖], 몹시 사납고 포악한[猛烈暴惡] 마음작용으로, 과거의 진[已瞋] · 현재의 진[正瞋] · 미래의 진[當瞋]을 통칭한다.
대승불교의 유식유가행파의 논서 《성유식론》 제6권에 따르면,
진(瞋)은 마음(6식 또는 8식, 즉 심왕, 즉 심법)으로 하여금 고(苦: 괴로움)와 고구(苦具: 괴로움의 원인)에 대해 미워[憎]하고 성[恚]내게 하는 것을 본질적 성질[性]로 하는 마음작용이다. 그리고, 진(瞋)의 마음작용은 이러한 본질적 성질을 바탕으로 마음이 무진(無瞋: 성내지 않음, 자비의 자, 자애, 사랑)의 마음작용과 상응하는 것을 장애함으로써 마음으로 하여금 불안(不安)하게 하고 속걱정[隱, 근심] 하게 하여 악(惡)을 행하게 하는 발동근거[所依]가 되는 것을 그 본질적 작용[業]으로 한다.

## 진견도
진견도(眞見道)는 유식유가행파에서 견도(見道)를 진견도(眞見道)와 상견도(相見道)의 2가지로 구분할 때의 전자의 진견도를 말한다.
진견도(眞見道)는 진여 즉 '아공 · 법공의 2공에 의해서만 드러나는 진리'를 비로소 최초로 증득하는 것을 말한다. 진견도(眞見道)에서는 무분별지가 번뇌장 · 소지장의 분별수면, 즉 번뇌장 · 소지장 가운데 분별기 성질의 근본번뇌, 즉 번뇌장 · 소지장 가운데 분별기 종자, 즉 분별기의 번뇌장 · 소지장 종자를 단멸하여 진여가 드러나게 한다. 여러 마음[心] 즉 여러 찰나(刹那)를 거쳐 비로소 궁극에 도달하지만, 즉 복수개의 찰나가 지나서 진여가 비로소 드러나지만, 그 여러 찰나에서 일어나는 일의 양상이 같기 때문에 총체적으로 1심진견도(一心眞見道)라고 한다. 즉, 한 마음 즉 1찰나에서 진리 즉 진여를 본다고 말한다.
간단히 말하면, 진견도(眞見道)는 곧 무분별지를 말한다.

## 진리
진리(眞理)의 일반 사전적인 뜻은 참된 도리 또는 참된 이치인데, 《대승광오온론》 등에 따르면 불교 용어로서의 진리 즉 제(諦)는 고제 · 집제 · 멸제 · 도제의 4성제(四聖諦)를 말한다.
《성유식론》 제9권에 따르면, 진리는 아공과 법공의 2공(二空)에 의해 비로소 드러나는, 즉 비로소 알게 되는 진여(眞如)를 말한다.

## 진무루지
진무루지(眞無漏智,
영어: true untainted wisdom)는 대승불교에서 성문 · 연각의 2승(二乘)의 무루지에 대해 부처와 대승불교의 수행자인 보살의 무루지를 가리켜서 사용하는 낱말이다.
대승불교의 교학에 따르면,
성문 · 연각의 2승(二乘)은 5온의 가화합을 실재라고 집착하는 아집(我執)은 벗어났지만 5온 자체는 실재하고 집착한다. 따라서, 대승불교에서는, 5온 자체도 실제로는 가설적인 가법에 불과한 것인데 이를 실재하고 집착하는 법집(法執)과 이 법집이 원인이 되어 일어나는 소지장(所知障)이 2승(二乘)에게는 존재하므로, 이들의 무루지를 진무루지 즉 참된 무루지라고 할 수 없다고 본다.

## 진소유성
진소유성(盡所有性)은 문자 그대로의 뜻은 '다함이 있는 성질 → 필멸하는 성질' 또는 '그 존재하는 바를 다하는 성질 → 필멸하는 성질'로, 줄여서 진소유(盡所有)라고도 한다. 속제(俗諦)인 사상(事相) 즉 현상계의 차별상 또는 현상계의 차별적 존재들을 말한다. 반대말: 여소유성(如所有性), 여소유(如所有)

## 진지
진지(盡智, 산스크리트어: ksaya-jñāna, 팔리어: khaya-ñāna)는 무명(無明)과 수면(睡眠)을 모두 영원히 끊는 것이다.

## 질
질(嫉,
산스크리트어: īrṣyā)은,
문자 그대로의 뜻은 미워함 또는 시새움으로, 질투(嫉妬)와 시기(猜忌)를 뜻한다. 다른 이가 흥하고 좋아지는 것을 기뻐하지 않게 하는 마음작용이다.

## 질결
질결(嫉結)은 애결(愛結) · 에결(恚結) · 만결(慢結) · 무명결(無明結) · 견결(見結) · 취결(取結) · 의결(疑結) · 질결(嫉結) · 간결(慳結)의 9결(九結) 가운데 하나이다.
《아비달마품류족론》 제1권에 따르면,
질결은 심투기(心妒忌) 즉 질투(嫉妬)와 시기(猜忌)의 마음작용이다.
《대승아비달마집론》 제4권과 《대승아비달마잡집론》 제6권에 따르면,
질결은 이양(利養), 즉 자신을 이익되게 하고 보양시키는 것, 즉 자신의 이익과 이득에 대해 탐착(耽著: 꽉 들러붙어 떠나지 못함)하여 다른 사람의 영예(榮譽) · 영광(榮光) · 명예(名譽) 또는 번영(繁榮)을 참지 못하고 심투(心妒) 즉 질투하는 마음 즉 질투의 마음작용을 일으키는 것을 말한다. 마음이 질결 즉 질투의 마음작용에 의해 묶이게[所繫] 되면 이양(利養: 자신의 이익과 이득)을 애착하고 중히 여기고 교법[法]과 법도[法]를 존중하지 않는 상태가 된다. 이양(利養: 자신의 이익과 이득)을 중히 여기기 때문에 불선을 널리 행하고 갖가지 선을 행하지 않게 된다. 불선은 행하고 선은 행하지 않기 때문에 미래세의 고(苦)를 불러들이고 그 고(苦)와 상응하게 된다.

## 집
1. 집(集, 산스크리트어: samudaya)은 4성제 가운데 집제(集諦, 산스크리트어: samudaya-satya, 팔리어: samudaya-sacca) 또는 집성제(集聖諦, 산스크리트어: samudayārya-satya, 산스크리트어: samudaya-ariya sacca)의 줄임말이다. 집(集)은 '불러 모은다[招聚]' 또는 '발생하여 나타나게 한다[集]'를 뜻한다.
2. 집(集, 산스크리트어: samudaya)은 괴로움이라는 결과[苦果]를 불러 모으는[招聚] 또는 발생하여 나타나게 하는[集] 어떤 법을 뜻하는데, 유루(有漏)를 가리키는 말이다.
3. 집(集, 산스크리트어: samudaya)은 불교의 수행법 중 하나인 4제 16행상(四諦 十六行相: 4성제를 관찰하는 16종의 관법 또는 관행) 가운데 하나로, 4성제 중 집제에 대한 4가지 관찰[觀法 또는 觀行]인 인(因) · 집(集) · 생(生) · 연(緣) 가운데 집(集)을 말한다. 이것은 '유루(有漏)라는 원인[因]에 대하여, 마치 씨앗 즉 종자(種子)로부터 나무가 나타나는 것처럼[同於顯現之理], 유루는 괴로움이라는 결과[苦果]를 불러 모으거나[招聚] 또는 발생하여 나타나게 한다[集]고 관찰하는 것'을 말한다. 즉, 이러한 수행[行相]을 집(集)이라고 한다.

## 집기
집기(集起)는 심의식(心意識) 가운데 심(心)의 산스크리트어 원어인 치타(citta)를 뜻에 따라 번역한 것이다. 치타(citta)의 어원인 치트(cit)는 '생각하다, 이해하다'의 뜻이지만, 이것은 다시 '쌓다'라는 뜻의 치(ci)에서 유래한 것으로, 이 본래의 어원에 따라 '집기(集起)'라고 번역한 것이다. 집기(集起)라는 한자어의 문자 그대로의 뜻은 '쌓고 일으킨다'로, 마음(6식 또는 8식, 즉 심왕, 즉 심법)이 신(身) · 구(口) · 의(意) 3업(三業)을 쌓고 일으킨다는 것을 말한다. 달리 말하면, 마음(6식 또는 8식, 즉 심왕, 즉 심법)은 몸과 말과 마음을 사용하여 원인을 쌓으며 또한 이렇게 쌓은 원인을 바탕으로 행위를 일으키는 능력 혹은 측면을 지니고 있는데, 이러한 능력과 그 작용을 통칭하여 집기(集起)라고 한다.  (참고: 심의식(心意識), 마음)

## 집제
집제(集諦)는 고제 · 집제 · 멸제 · 도제의 4성제 가운데 두 번째의 집제를 말한다.
무착의 《대승아비달마집론》 제4권과 안혜의 《대승아비달마잡집론》 제6권에 따르면, 집제는 모든 근본번뇌에 의해 생겨나는 모든 업(業)과 근본번뇌의 증상(增上) 즉 강화(强化)에 의해 생겨나는 모든 업(業)을 통칭한다.
《잡집론》 제6권의 해설에 따르면, 근본번뇌와 근본번뇌의 증상(增上)에 의해 생겨나는 모든 업이 생사고(生死苦, 산스크리트어: saṃsāra-duḥkha), 즉 어쩔 수 없이 윤회해야만 하는 삶의 괴로움. 즉 5취온을 모아서 일으키기[集起] 때문에 집제(集諦)라고 이름한다.
그리고 《잡집론》에 따르면, 근본번뇌와 근본번뇌의 증상(增上)에 의해 생겨나는 모든 업이란 유루업(有漏業)을 말한다. 유루업은 무루업(無漏業)의 상대가 되는 업으로, 흑흑업(黑黑業) · 백백업(白白業) · 흑백업(黑白業) · 비흑비백업(非黑非白業)의 4업(四業) 가운데 처음의 3가지 업을 통칭한다. 4업 가운데 마지막의 비흑비백업은 곧 무루업(無漏業)으로 유루업 즉 처음의 3가지 업을 영원히 끊는[永斷] 역할을 한다. 즉 성도(聖道)에 들어가게 하고 성도를 나아가게 하는 역할을 한다. 4업에 대해 간략히 말하면, 흑흑업은 욕계의 괴로운 이숙과 즉 지옥도 · 축생도 · 아귀도를 초래하는 업이고, 백백업은 색계의 즐거운 이숙과 즉 천상도를 초래하는 업이고, 흑백업은 욕계의 즐거운 이숙과 즉 인간도 · 천상도를 초래하는 업이다. 비흑비백업 즉 무루업은 성도(聖道)를 걸어가 열반에 도달하게 하는 업이다.
《집론》과 《잡집론》에 따르면, 유루업을 일으키는 것이 번뇌와 그것의 증상이므로, 결국 번뇌를 집제라고 할 수 있으며, 또한 번뇌 가운데서도 유루업을 일으키는 작용이 뛰어난 것을 특히 들어서 집제라고 말할 수 있다.《집론》과 《잡집론》에 따르면, 고타마 붓다가 애(愛) 즉 갈애(渴愛) 즉 탐(貪)을 집제라고 한 것은 이런 측면에서이다. 즉, 애(愛)를 들어 모든 번뇌를 가리킨 것이다.

## 집지
1. 집지(集智, 산스크리트어: samudaya-jñāna)는 10지(十智)와 11지(十一智) 가운데 하나로, 4성제 가운데 집제(集諦)를 체득[了 또는 證]함으로써 획득[得]한 무루지(無漏智)이다. 달리 말하면, 집지는 욕계 · 색계 · 무색계의 집제를 체득[了 또는 證]한 지혜이다. 즉 욕계 · 색계 · 무색계에서 4제 16행상(四諦 十六行相) 가운데 집제의 4행상(四行相)인 인(因) · 집(集) · 생(生) · 연(緣)을 관찰[觀]함으로써 획득한 무루의 지혜이다.
《아비달마품류족론》의 정의에 따르면,
집지(集智)는 유루(有漏)라는 원인[因]에 대하여 인(因) · 집(集) · 생(生) · 연(緣)이라고 사유(思惟)함으로써 일으킨 무루지(無漏智)이다. 즉, 유루(有漏)라는 원인[因]에 대하여 '유루는 괴로움이라는 결과[苦果]를 내는 원인[因]이며, 유루는 괴로움이라는 결과를 모아서 나타나게[集] 하며, 유루는 괴로움이라는 결과를 상속하여 나게[生] 하며, 유루는 괴로움이라는 결과를 이루게 하는 연(緣)이다'라고 사유함으로써 획득한 무루의 지혜이다.
2. 집지(執持)는 산스크리트어 아다나(ādāna)의 번역어로, '붙잡아 유지한다[執持]' 또는 '나라고 집착한다[執我]'는 뜻이며, 음역하여 아타나(阿陀那)라고도 한다.  아타나식 또는 집지식은 법상종 등의 신역가(新譯家)에서는 유루 · 무루의 종자를 붙잡아 유지한다는 집지(執持)의 뜻으로 해석하여 제8아뢰야식의 다른 명칭으로 사용하며, 지론종 · 섭론종 · 천태종 등의 구역가(舊譯家)에서는 제7말나식이 제8아뢰야식의 견분(인식작용)을 실재하는 자아로 오인하여 4번뇌를 일으켜 집착한다는 집아(執我)의 뜻으로 해석하여  제7말나식의 다른 명칭으로 사용한다.

## 집착
집착(執著, 執着)은 어떤 사물(事物) 혹은 사리(事理)에 늘 마음(6식 또는 8식, 즉 심왕, 즉 심법)이 쏠려 잊지 못하고 매달리는 것을 말한다. 달리 말하면, 마음이 어떤 사물 혹은 사리를 고집(固執: 단단히 붙잡고 있음)하고 있어서 사(捨: 버림, 4무량심의 하나인 捨無量心)의 상태로 가지 못하는 것을 말한다. 계착(計著) · 계착(繫著) · 미집(迷執) 또는 착(著)이라고도 한다.

## 짓는 자
짓는 자는 행위자(行爲者)의 다른 말이다.

## 징정
징정(澄淨)은 심징정성(心澄淨性)의 줄임말이다. 징정(澄淨)의 한자어 문자 그대로의 뜻은 '맑고 깨끗함'으로, 청정(淸淨)의 동의어이다.

## 징정성
징정성(澄淨性)은 심징정성(心澄淨性)의 줄임말이다.

## 참고 문헌
- 이 문서에는 다음커뮤니케이션(현 카카오)에서 GFDL 또는 CC-SA 라이선스로 배포한 글로벌 세계대백과사전의 내용을 기초로 작성된 글이 포함되어 있습니다.
- 가전연자 지음, 승가제바·축불념 한역, 권오민 번역 (K.943, T.1543). 《아비담팔건도론》. 한글대장경 검색시스템 - 전자불전연구소 / 동국역경원. K.943(24-695), T.1543(26-771).
- 고려대장경연구소. 《고려대장경 전자 불교용어사전》. 고려대장경 지식베이스 / (사)장경도량 고려대장경연구소.
- 고익진 (1989). 《한국 고대 불교 사상사》. 동국대학교 출판부.
- 곽철환 (2003). 《시공 불교사전》. 시공사 / 네이버 지식백과.
- 구나발타라(求那跋陀羅) 한역 (K.650, T.99). 《잡아함경》. 한글대장경 검색시스템 - 전자불전연구소 / 동국역경원. K.650(18-707), T.99(2-1).
- 구나발타라 한역, 번역자 미상 (K.54, T.353). 《승만경》. 한글대장경 검색시스템 - 전자불전연구소 / 동국역경원. K.54(6-1361), T.353(12-217).
- 구마라습 한역, 차차석 번역 (K.991, T.614). 《좌선삼매경》. 한글대장경 검색시스템 - 전자불전연구소 / 동국역경원. K.991(30-128), T.614(15-269).
- 권오민 (1991). 《경량부철학의 비판적 체계 연구》. 동국대학원 철학박사 학위논문.
- 권오민 (2003). 《아비달마불교》. 민족사.
- 담무참 한역, 번역자 미상 (K.105, T.374). 《대반열반경》. 일명 《북본열반경》. 한글대장경 검색시스템 - 전자불전연구소 / 동국역경원. K.105(9-1), T.374(12-365).
- 목건련 지음, 현장 한역, 송성수 번역 (K.945, T.1537). 《아비달마법온족론》. 한글대장경 검색시스템 - 전자불전연구소 / 동국역경원. K.945(24-1091), T.1537(26-453).
- 무착 지음, 바라파밀다라 한역, 이영무 번역 (K.586, T.1604). 《대승장엄경론》. 한글대장경 검색시스템 - 전자불전연구소 / 동국역경원. K.586(16-843), T.1604(31-589).
- 무착 지음, 현장 한역 (K.571, T.1602). 《현양성교론》. 한글대장경 검색시스템 - 전자불전연구소 / 동국역경원. K.571(16-1), T.1602(31-480).
- 무착 지음, 현장 한역, 이한정 번역 (K.572, T.1605). 《대승아비달마집론》. 한글대장경 검색시스템 - 전자불전연구소 / 동국역경원. K.572(16-157), T.1605(31-663).
- 미륵 지음, 현장 한역, 강명희 번역 (K.614, T.1579). 《유가사지론》. 한글대장경 검색시스템 - 전자불전연구소 / 동국역경원. K.570(15-465), T.1579(30-279).
- 법구 지음, 승가발마 등 한역, 김형준 번역 (K.960, T.1552). 《잡아비담심론》. 한글대장경 검색시스템 - 전자불전연구소 / 동국역경원. K.960(28-391), T.1552(28-869).
- 법승 지음, 승가제바·혜원 한역, 김재천 번역 (K.959, T.1550). 《아비담심론》. 한글대장경 검색시스템 - 전자불전연구소 / 동국역경원. K.959 (28-355), T.1550 (28-809).
- 법장 술, 노혜남 번역 (K.1513, T.1733). 《화엄경탐현기》. 한글대장경 검색시스템 - 전자불전연구소 / 동국역경원. K.1513(47-458), T.1733(35-107).
- 불타야사·축불념 한역, 번역자 미상 (K.647, T.1). 《장아함경》. 한글대장경 검색시스템 - 전자불전연구소 / 동국역경원. K.647(17-815), T.1(1-1).
- 사리자 설, 현장 한역, 송성수 번역 (K.946, T.1536). 《아비달마집이문족론》. 한글대장경 검색시스템 - 전자불전연구소 / 동국역경원. K.946(24-1183), T.1536(26-367).
- 서정형 (2004). 《나가르주나 『중론』(해제)》. 서울대학교 철학사상연구소 / 네이버 지식백과.
- 서정형 (2004b). 《『밀린다팡하』(해제)》. 서울대학교 철학사상연구소 / 네이버 지식백과.
- 세우 지음, 구나발타라·보리야사 한역, 송성수 번역 (K.950, T.1541). 《중사분아비담론》. 한글대장경 검색시스템 - 전자불전연구소 / 동국역경원. K.950(25-271), T.1541(26-627).
- 세우 지음, 현장 한역, 송성수 번역 (K.949, T.1542). 《아비달마품류족론》. 한글대장경 검색시스템 - 전자불전연구소 / 동국역경원. K.949(25-149), T.1542(26-692).
- 세친 지음, 현장 한역, 권오민 번역 (K.955, T.1558). 《아비달마구사론》. 한글대장경 검색시스템 - 전자불전연구소 / 동국역경원. K.955(27-453), T.1558(29-1).
- 세친 지음, 현장 한역, 김묘주 번역 (K.594, T.1597). 《섭대승론석》. 한글대장경 검색시스템 - 전자불전연구소 / 동국역경원. K.594(17-76), T.1597(31-321).
- 세친 지음, 현장 한역, 송성수 번역 (K.618, T.1612). 《대승오온론》. 한글대장경 검색시스템 - 전자불전연구소 / 동국역경원. K.618(17-637), T.1612(31-848).
- 세친 지음, 현장 한역, 송성수 번역 (K.644, T.1614). 《대승백법명문론》. 한글대장경 검색시스템 - 전자불전연구소 / 동국역경원. K.644(17-808), T.1614(31-855).
- 승가제바(僧伽提婆) 한역. 《중아함경》. 한글대장경 검색시스템 - 전자불전연구소 / 동국역경원.
- 안혜 지음, 지바하라 한역, 조환기 번역 (K.619, T.1613). 《대승광오온론》. 한글대장경 검색시스템 - 전자불전연구소 / 동국역경원. K.619(17-641), T.1613(31-850).
- 안혜 지음, 현장 한역, 이한정 번역 (K.576, T.1605). 《대승아비달마잡집론》. 한글대장경 검색시스템 - 전자불전연구소 / 동국역경원. K.576(16-228), T.1606(31-694).
- 오백 아라한 지음, 현장 한역, 송성수 번역 (K.952, T.1545). 《아비달마대비바사론》. 한글대장경 검색시스템 - 전자불전연구소 / 동국역경원. K.952(26-1,27-1), T.1545(27-1).
- 운월 (2005). 《근본불교의 수행체계에 대하여》. 한국선학회.
- 운허.  동국역경원 편집, 편집. 《불교 사전》.
- 용수 지음, 구마라습 한역, 김성구 번역 (K.549, T.1509). 《대지도론》. 한글대장경 검색시스템 - 전자불전연구소 / 동국역경원. K.549(14-493), T.1509(25-57).
- 용수 지음, 구마라습 한역, 박인성 번역 (K.577, T.1564). 《중론》. 한글대장경 검색시스템 - 전자불전연구소 / 동국역경원. K.577(16-350), T.1564(30-1).
- 제바설마 지음, 현장 한역, 송성수 번역 (K.947, T.1539). 《아비달마식신족론》. 한글대장경 검색시스템 - 전자불전연구소 / 동국역경원. K.947 (25-1), T.1539 (26-531).
- 중현 지음, 현장 한역, 권오민 번역 (K.956, T.1562). 《아비달마순정리론》. 한글대장경 검색시스템 - 전자불전연구소 / 동국역경원. K.956(27-680), T.1562(29-329).
- 중현 지음, 현장 한역, 권오민 번역 (K.957, T.1563). 《아비달마장현종론》. 한글대장경 검색시스템 - 전자불전연구소 / 동국역경원. K.957(28-1), T.1563(29-777).
- 축불념 한역, 노혜능 번역 (K.530, T.1485). 《보살영락본업경》. 한글대장경 검색시스템 - 전자불전연구소 / 동국역경원. K.530(14-374), T.1485(24-1010).
- 최봉수 (1999). 〈색온에서의 색의 의미 - 구사론과 청정도론의 색온론을 비교하여〉. 《불교학보》.
- 현장 한역, 김달진 번역 (K.154, T.676). 《해심밀경》. 한글대장경 검색시스템 - 전자불전연구소 / 동국역경원. K.154(10-709), T.676(16-688).
- 호법 등 지음, 현장 한역, 김묘주 번역 (K.614, T.1585). 《성유식론》. 한글대장경 검색시스템 - 전자불전연구소 / 동국역경원. K.614(17-510), T.1585(31-1).
- 황욱 (1999). 《무착[Asaṅga]의 유식학설 연구》. 동국대학원 불교학과 박사학위논문.
- (영어) Bodhi, Bhikkhu (trans.) (2000). 《The Connected Discourses of the Buddha: A Translation of the Samyutta Nikaya》. Boston: Wisdom Publications. ISBN 0-86171-331-1.
- (영어) Dawson, John (1888). 《A Classical Dictionary Of Hindu Mythology And Religion Geography History And Literature》. London: Trübner.
- (영어) DDB. 《Digital Dictionary of Buddhism (電子佛教辭典)》. Edited by A. Charles Muller.
- (영어) Macdonell, Arthur Anthony (1929). 《A practical Sanskrit dictionary with transliteration, accentuation, and etymological analysis throughout》. London: Oxford University Press.
- (영어) Gethin, R.M.L. (1992). 《The Buddhist Path to Awakening: A Study of the Bodhi-Pakkhiyā Dhammā》. Leiden: E.J. Brill. ISBN 90-04-09442-3.
- (영어) Rhys Davids, Caroline A.F. ([1900], 2003). 《Buddhist Manual of Psychological Ethics, of the Fourth Century B.C., Being a Translation, now made for the First Time, from the Original Pāli, of the First Book of the Abhidhamma-Piṭaka, entitled Dhamma-Saṅgaṇi (Compendium of States or Phenomena)》. Whitefish, MT: Kessinger Publishing. ISBN 0-7661-4702-9.
- (영어) Sanskrit and Tamil Dictionaries. 《Cologne Digital Sanskrit Dictionaries》. Institute of Indology and Tamil Studies, Cologne University (www.sanskrit-lexicon.uni-koeln.de).
- (영어) Rhys Davids, T.W. & William Stede (eds.) (1921-5). 《The Pali Text Society's Pali–English Dictionary》. Chipstead: Pali Text Society.
- (영어) Thanissaro Bhikkhu (1996, 1998). 《Wings to Awakening》. Retrieved 2008-07-07 from "Access to Insight" at http://www.accesstoinsight.org/lib/authors/thanissaro/wings/index.html.
- (중국어) 가다연니자 조, 현장 한역 (T.1544). 《아비달마발지론(阿毘達磨發智論)》. 대정신수대장경. T26, No. 1544, CBETA.
- (중국어) 가전연자 지음, 승가제바·축불념 한역 (T.1543). 《아비담팔건도론(阿毘曇八犍度論)》. 대정신수대장경. T26, No. 1543, CBETA.
- (중국어) 구나발타라(求那跋陀羅) 한역 (T.99). 《잡아함경(雜阿含經)》. 대정신수대장경. T2, No. 99, CBETA.
- (중국어) 구나발타라 한역 (T.353). 《승만경(勝鬘經)》. 대정신수대장경. T12, No. 353, CBETA.
- (중국어) 구마라습 한역 (T.614). 《좌선삼매경(坐禪三昧經)》. 대정신수대장경. T15, No. 614, CBETA. }
- (중국어) 규기 찬 (T.1830). 《성유식론술기(成唯識論述記)》. 대정신수대장경. T43, No. 1830, CBETA.
- (중국어) 규기 찬 (T.1861). 《대승법원의림장(大乘法苑義林章)》. 대정신수대장경. T45, No. 1861, CBETA.
- (중국어) 길장 찬 (T.1744). 《승만보굴(勝鬘寶窟)》. 대정신수대장경. T37, No. 1744, CBETA.
- (중국어) 담무참 한역 (T.374). 《대반열반경(大般涅槃經)》. 일명 《북본열반경》. 대정신수대장경. T12, No. 374, CBETA.
- (중국어) 목건련 조, 현장 한역 (T.1537). 《아비달마법온족론(阿毘達磨法蘊足論)》. 대정신수대장경. T26, No. 1537, CBETA.
- (중국어) 무착 조, 바라파밀다라 한역 (T.1604). 《대승장엄경론(大乘莊嚴經論)》. 대정신수대장경. T31, No. 1604, CBETA.
- (중국어) 무착 조, 현장 한역 (T.1602). 《현양성교론(顯揚聖教論)》. 대정신수대장경. T31, No. 1602, CBETA.
- (중국어) 무착 조, 현장 한역 (T.1605). 《대승아비달마집론(大乘阿毘達磨集論)》. 대정신수대장경. T31, No. 1605, CBETA.
- (중국어) 미륵 조, 현장 한역 (T.1579). 《유가사지론(瑜伽師地論)》. 대정신수대장경. T30, No. 1579. CBETA.
- (중국어) 법구 조, 승가발마 등 한역 (T.1552). 《잡아비담심론(雜阿毘曇心論)》. 대정신수대장경. T28, No. 1552, CBETA.
- (중국어) 법승 조, 승가제바·혜원 한역 (T.1550). 《아비담심론(阿毘曇心論)》. 대정신수대장경. T28, No. 1550, CBETA.
- (중국어) 법운 편찬 (T.2131). 《번역명의집(翻譯名義集)》. 대정신수대장경. T54, No. 2131, CBETA.
- (중국어) 법장 술 (T.1733). 《화엄경탐현기(華嚴經探玄記)》. 대정신수대장경. T35, No. 1733, CBETA.
- (중국어) 佛門網. 《佛學辭典(불학사전)》.
- (중국어) 불타야사·축불념 한역 (T.1). 《장아함경(長阿含經)》. 대정신수대장경. T1, No. 1, CBETA. }
- (중국어) 사리자 설, 현장 한역 (T.1536). 《아비달마집이문족론(阿毘達磨集異門足論)》. 대정신수대장경. T26, No. 1536, CBETA.
- (중국어) 색건타라 조, 현장 한역 (T.1554). 《입아비달마론(入阿毘達磨論)》. 대정신수대장경. T28, No. 1554, CBETA. }
- (중국어) 星雲. 《佛光大辭典(불광대사전)》 3판.
- (중국어) 세우 조, 구나발타라·보리야사 한역 (T.1541). 《중사분아비담론(眾事分阿毘曇論)》. 대정신수대장경. T26, No. 1541, CBETA.
- (중국어) 세우 조, 현장 한역 (T.1542). 《아비달마품류족론(阿毘達磨品類足論)》. 대정신수대장경. T26, No. 1542, CBETA.
- (중국어) 세친 조, 진제 한역 (T.1559). 《아비달마구사석론(阿毘達磨俱舍釋論)》. 대정신수대장경. T29, No. 1559, CBETA.
- (중국어) 세친 조, 현장 한역 (T.1558). 《아비달마구사론(阿毘達磨俱舍論)》. 대정신수대장경. T29, No. 1558, CBETA.
- (중국어) 세친 조, 현장 한역 (T.1597). 《섭대승론석(攝大乘論釋)》. 대정신수대장경. T31, No. 1597, CBETA.
- (중국어) 세친 조, 현장 한역 (T.1612). 《대승오온론(大乘五蘊論)》. 대정신수대장경. T31, No. 1612, CBETA.
- (중국어) 세친 조, 현장 한역 (T.1614). 《대승백법명문론(大乘百法明門論)》. 대정신수대장경. T31, No. 1614, CBETA.
- (중국어) 세친 조, 현장 한역, 규기 주해 (T.1836). 《대승백법명문론해(大乘百法明門論解)》. 대정신수대장경. T44, No. 1836_, CBETA.
- (중국어) 승가제바(僧伽提婆) 한역 (T.26). 《중아함경(中阿含經)》. 대정신수대장경. T1, No. 26, CBETA.
- (중국어) 阿含辭典. 《阿含辭典(아함사전)》.
- (중국어) 안혜 조, 지바하라 한역 (T.1613). 《대승광오온론(大乘廣五蘊論)》. 대정신수대장경. T31, No. 1613, CBETA.
- (중국어) 안혜 조, 현장 한역 (T.1606). 《대승아비달마잡집론(大乘阿毘達磨雜集論)》. 대정신수대장경. T31, No. 1606, CBETA.
- (중국어) 연수 편찬 (T.2016). 《종경록(宗鏡錄)》. 대정신수대장경. T48, No. 2016, CBETA.
- (중국어) 오백 아라한 조, 현장 한역 (T.1545). 《아비달마대비바사론(阿毘達磨大毘婆沙論)》. 대정신수대장경. T27, No. 1545, CBETA.
- (중국어) 용수 조, 구마라습 한역 (T.1509). 《대지도론(大智度論)》. 대정신수대장경. T25, No. 1509, CBETA. }
- (중국어) 용수 조, 구마라습 한역 (T.1564). 《중론(中論)》. 대정신수대장경. T30, No. 1564, CBETA.
- (중국어) 원측 찬 (X.369). 《해심밀경소(解深密經疏)》. 만신찬속장경. X21, No. 369, CBETA.
- (중국어) 원휘(圓暉) (T.1823). 《구사론송소론본(俱舍論頌疏論本)》. 대정신수대장경. T41, No. 1823, CBETA.
- (중국어) 丁福保. 《佛學大辭典(불학대사전)》. 一行佛學辭典搜尋.
- (중국어) 제관 록 (T.1931). 《천태사교의(天台四教儀)》. 대정신수대장경. T46, No. 1931, CBETA.
- (중국어) 제바설마 조, 현장 한역 (T.1539). 《아비달마식신족론(阿毘達磨識身足論)》. 대정신수대장경. T26, No. 1539, CBETA.
- (중국어) 중현 조, 현장 한역 (T.1562). 《아비달마순정리론(阿毘達磨順正理論)》. 대정신수대장경. T29, No. 1562, CBETA.
- (중국어) 중현 조, 현장 한역 (T.1563). 《아비달마장현종론(阿毘達磨藏顯宗論)》. 대정신수대장경. T29, No. 1563, CBETA.
- (중국어) 지의 설, 관정 록 (T.1783). 《금광명경현의(金光明經玄義)》. 대정신수대장경. T39, No. 1783, CBETA. }
- (중국어) 지의 설, 법신 기 (T.1916). 《석선바라밀차제법문(釋禪波羅蜜次第法門)》. 대정신수대장경. T46, No. 1916, CBETA.
- (중국어) 축불념 한역 (T.1485). 《보살영락본업경(菩薩瓔珞本業經)》. 대정신수대장경. T24, No. 1485, CBETA.
- (중국어) 현장 한역 (T.1563). 《해심밀경(解深蜜經)》. 대정신수대장경. T16, No. 676, CBETA.
- (중국어) 혜원 찬 (T.1851). 《대승의장(大乘義章)》. 대정신수대장경. T44, No. 1851, CBETA.
- (중국어) 호법 등 지음, 현장 한역 (T.1585). 《성유식론(成唯識論)》. 대정신수대장경. T31, No. 1585, CBETA.